# Предсједник Грузије
Предсједник Грузије (груз. საქართველოს პრეზიდენტი) је уставом дефинисани шеф државе Грузије, као и врховни командант снага одбране. Предсједник представља Грузију у спољним односима. Устав дефинише предсједничку канцеларију као „гарант јединства земље и националне независности”.
Улога предсједника је углавном церемонијална као и у многим парламентарним демократијама. Премијер је шеф владе. Канцеларија је први пут уведена од стране Врховног савјета Републике Грузије 14. априла 1991, пет дана након проглашења независности Грузије од Совјетског Савеза. Предсједник има петогодишњи мандат. 

## Квалификације
За предсједника Грузије може бити изабран сваки грађанин Грузије који има право гласа, који је навршио 40 година живота и који је у Грузији живио најмање 15 година. Канцеларију не може држати држављанин Грузије који је истовремено и држављанин стране земље.  предсједник Грузије не може бити члан политичке странке.

## Избор
Према верзији грузијског устава из 2018. године, почевши од 2024. године, предсједник ће бити биран на петогодишњи мандат од стране 300-чланог Изборног колегија, који ће се састојати од свих чланова Парламента Грузије и врховних представничких тијела Аутономних република Абхазије и Аџарије, као и чланови из представничких тијела локалних самоуправа (општина). Иста особа може бити изабрана за предсједника Грузије два пута. Не мање од 30 чланова Изборног колегија ће имати право да именује кандидата за предсједника Грузије. Избор предсједника Грузије именује Скупштина за октобар.

## Опозив
Не мање од једне трећине укупног броја чланова парламента има право да постави питање опозива предсједника Грузије. Предсједник ће се сматрати опозваним ако одлуку подржи најмање двије трећине посланика. Поступак опозива предсједника је уставно забрањен током ванредног или војног стања.

## Уставна овлаштења и дужности
1. предсједник Грузије ће: 
а) уз сагласност Владе, имати репрезентативна овлаштења у спољашњим односима, преговарати са другим државама и међународним организацијама, закључивати међународне уговоре, прихвата акредитацију амбасадора и других дипломатских представника страних држава и међународних организација; по савјету владе, именује и разрешава амбасадоре као и друге шефове дипломатских мисија Грузије; 
б) склопити уставни споразум са Апостолском аутокефалном православном црквом Грузије у име државе Грузије; 
ц) расписивати изборе у Скупштини и органима локалне самоуправе у складу са Уставом и процедурама утврђеним законом; 
д) по приједлогу од стране владе, именовати и разрешавати команданта Грузијских снага одбране; именовати једног члана Високог вијећа правде; учествовати у именовању предсједника и чланова Централне изборне комисије Грузије у случајевима утврђеним законом и у складу са утврђеним поступком; по приједлогу владе, подноси парламенту кандидате за чланство у националним регулаторним тијелима; 
е) одлучивати о питањима држављанства у складу са процедурама утврђеним законом; 
ф) имати право да помилује осуђеника; 
г) у складу са процедурама утврђеним законом, додијелити државне награде и награде; највише војне чинове, специјалне чинове и почасна звања; и највише дипломатске чинове; 
х) имати право да, на препоруку владе и уз сагласност Парламента, обустави рад представничког тела територијалне јединице, или да распусти такав орган, ако његове активности угрожавају суверенитет или територијални интегритет земље, или остваривање уставних овлашћења од стране државних органа; 
и) имати право на друга овлашћења утврђена Уставом.
1. Предсједник Грузије има право да расписује референдум о питањима дефинисаним Уставом и законом, на захтев Скупштине Грузије, Владе Грузије или не мање од 200 000 бирача, у року од 30 дана након што је такав захтев примљен. Референдум се не одржава у циљу усвајања или укидања закона, амнестије или помиловања, ратификације или отказивања међународних уговора или одлучивања о питањима која предвиђају ограничавање основних уставних људских права. Питања везана за расписивање и одржавање референдума утврђују се органским законом.[8]
2. Предсједник Грузије има право да се обрати људима. Предсједник подноси Парламенту годишње извештај о кључним питањима везаним за државу.[8]

## Заклетва
Прије преузимања дужности, трећа недеља након избора, новоизабрани предсједник Грузије ће се обратити људима и преузети сљедећу заклетву: 
| “ | მე, საქართველოს პრეზიდენტი, ღვთისა და ერის წინაშე ვფიცავ, რომ დავიცავ საქართველოს კონსტიტუციას, ქვეყნის დამოუკიდებლობას, ერთიანობასა და განუყოფლობას, კეთილსინდისიერად აღვასრულებ პრეზიდენტის მოვალეობას, ვიზრუნებ ჩემი ქვეყნის მოქალაქეთა უსაფრთხოებისა და კეთილდღეობისათვის, ჩემი ხალხისა და მამულის აღორძინებისა და ძლევამოსილებისათვის. | " |

| “ | Ја, предсједник Грузије, свечано потврђујем пред Богом и нацијом да ћу подржати и бранити Устав Грузије, независност, јединство и недјељивост земље; да ћу вјерно обављати дужности предсједника, бринути ћу се за сигурност и добробит грађана моје земље и за оживљавање моћи моје нације и домовине. | " |

## Имунитет
предсједник ужива имунитет. Током свог мандата не може бити ухапшен, а против њега се не може покренути кривични поступак. У случају немогућности предсједника Грузије да врши своје дужности, или у случају пријевременог престанка мандата предсједника, предсједник Парламента обавља дужности предсједника Грузије.  Безбедност предсједника Грузије обезбеђује Специјална служба државне заштите.

## Стандард
Стандард је прилагођен државној застави Грузије, која се у центру има грузијски грб. Копије стандарда користе се у канцеларији предсједника, у згради канцеларије, у другим државним агенцијама, и као заставица аутомобила на возилима која носе предсједника на територији Грузије.

## Историја канцеларије
Након што се Грузија 9. априла 1991. формално отцјепила од Совјетског Савеза, Врховни савјет је 14. априла изгласао да се створи канцеларија извршног предсједника, а Звиад Гамсакурдиа је именован на ту дужност до одржавања непосредних избора. На националним изборима за ову функцију, 26. маја 1991, Гамсакурдиа је победио, постајући први предсједник Републике Грузије. Гамсакурдиа је свргнут у војном удару јануара 1992. године. Он је наставио да функционише као предсједник у егзилу све до своје смрти у неуспјелом покушају да поврати власт у децембру 1993. године. 
У одсуству легитимне власти након удара, 10. марта 1992. уведен је позиција шефа државе за новог вођу Грузије Едуарда Шеварднадзеа. Након усвајања новог Устава 24. августа 1995. године, мјесто предсједника је обновљено. Шеварднадзе је изабран за предсједника 5. новембра 1995. на следећим изборима 9. априла 2000. године поново је изабран. Поднио је оставку под притиском масовних демонстрација познатих под називом Револуција ружа 23. новембра 2003. године. Након кратког мандата Нине Бурјанадзе као вршиоца дужности предсједника, Михаил Сакашвили је изабран 4. јануара 2004. године. Није до краја одслужио свој први мандат, већ је добровољно поднио оставку како би смирио напетости након грузијских демонстрација 2007. године. Он је поново изабран 5. јануара 2008. године. Уставна власт предсједника била је знатно ограничена у корист премијера и парламента у низу амандмана усвојених између 2013. и 2018. године. Након избора Гиоргија Маргвелашвилија за предсједника у октобру 2013. године, Грузија је завршила свој прелазак у парламентарну републику. У новембру 2018, Саломе Зурабишвили, је постала прва женска предсједница Грузије у сталном капацитету, и према новом уставу, посљедњи предсједник који ће бити изабран директним гласањем. Имајући у виду ове промене, она ће бити предсједница шест година.

## Списак предсједника Грузије
| №   | Име (Борн – Диед)                   | Слика | Термин                       | Преузео дужност                                       | Служио до                     | Поличка странка                |
| --- | ----------------------------------- | ----- | ---------------------------- | ----------------------------------------------------- | ----------------------------- | ------------------------------ |
| 1   | Звијад Гамсахурдија (1939–1993)     |       | 1                            | 14. април 1991 (Appointed) 26. мај 1991 (Инаугурисан) | 6. јануар 1992 (Deposed)      | Округли сто — Слободна Грузија |
| 2   | Едуард Шеварднадзе (1928–2014)      |       | 1                            | 26. новембар 1995 (Инаугурисан)                       | 30. април 2000                | Савез грађана Грузије          |
| 2   | Едуард Шеварднадзе (1928–2014)      | 2     | 30. април 2000 (Инаугурисан) | 23. новембар 2003 (Приморан да да оставку)            |                               | Савез грађана Грузије          |
| -   | Нино Бурјанадзе (рођена 1964) (в.д) |       |                              | 23. новембар 2003                                     | 25. јануар 2004               | Јединствени национални покрет  |
| 3   | Михаил Сакашвили (рођен 1967)       |       | 1                            | 25. јануар 2004 (Инаугурисан)                         | 25. новембар 2007. (Resigned) | Јединствени национални покрет  |
| -   | Нино Бурјанадзе (рођена 1964) (в.д) |       |                              | 25. новембар 2007.                                    | 20. јануар 2008.              | Јединствени национални покрет  |
| (3) | Михеил Сакашвили (рођен 1967)       |       | 2                            | 20. јануар 2008. (Инаугурисан)                        | 17. новембар 2013             | Јединствени национални покрет  |
| 4   | Гиорги Маргвелашвили (рођен 1969)   |       | 1                            | 17. новембар 2013 (Инаугурисан)                       | 16. децембар 2018             | Грузијски сан                  |
| 5   | Саломе Зурабишвили (рођена 1952)    |       | 1                            | 16. децембар 2018 (Инаугурисан)                       | 29. децембар 2024.            | Независан                      |
| 6   | Михаил Кавелашвили (рођен 1971)     |       | 1                            | 29. децембар 2024 .(Инаугурисан)                      | Тренутно                      | Независан                      |